# Szabó Laura
Szabó Laura (Budapest, 1997. november 19. –) magyar válogatott kézilabdázó, a német élvonalban szereplő BSV Sachsen Zwickau játékosa.

## Pályafutása

### Klubcsapatokban
Szabó Laura az Érd NK csapatában nevelkedett, és a csapat színeiben mutatkozott be a magyar élvonalban, 2013-ban. 2016-ban és 2017-ben is Magyar Kupa-döntős volt a csapattal. 2020 nyarán a Váci NKSE csapatában folytatta pályafutását. Egy szezont töltött a váciaknál, majd 2021 nyarán az MTK Budapest játékosa lett. Két idényen át volt a fővárosi csapat játékosa, ezt követően pedig a német első osztályban szereplő BSV Sachsen Zwickauban folytatta pályafutását.

### A válogatottban
A magyar válogatottban 2018 márciusában mutatkozott be egy hollandok elleni mérkőzésen, részt vett az az évi Európa-bajnokságon is. Tagja volt a 2019-es világbajnokságra utazó 18 fős keretnek.

## Sikerei, díjai
- Magyar Kupa-döntős: 2016, 2018